# Clubiona roeweri
Clubiona roeweri este o specie de păianjeni din genul Clubiona, familia Clubionidae, descrisă de Caporiacco, 1940.
Este endemică în Etiopia. Conform Catalogue of Life specia Clubiona roeweri nu are subspecii cunoscute.